# Ixodes confusus
Ixodes confusus är en fästingart som beskrevs av Roberts 1960. Ixodes confusus ingår i släktet Ixodes och familjen hårda fästingar. Inga underarter finns listade i Catalogue of Life.